# Georges Sesia
Pour les articles homonymes, voir Sesia (homonymie).
Georges Sesia, né le 8 juillet 1924 à Villerupt (Meurthe-et-Moselle en France) et mort le 11 mai 2016 à Nice (Alpes-Maritimes), est un footballeur international français. Il évoluait au poste d'attaquant. Il meurt alors qu'il est le plus vieil international français.

## Biographie
Georges Sesia commence sa carrière au FC Nancy.
Il rejoint la formation du Stade Français/Red Star en 1948. Les deux clubs parisiens ont fusionné pour disputer le championnat de France sous cette appellation pendant deux ans.
En 1952, il est transféré au Racing Club de Strasbourg. Il est alors le plus gros transfert de l'année 1952 (3 000 000 francs plus 2 joueurs).
Au Racing, de juin 1952 à juin 1955, il dispute 91 matchs en championnat et inscrit 38 buts.

## Carrière
| Club                           | Saison    | Championnat |
| ------------------------------ | --------- | ----------- |
| Équipe fédérale Nancy-Lorraine | 1943-1944 | Division 1  |
| FC Nancy                       | 1945-1946 | Division 2  |
| FC Nancy                       | 1946-1947 | Division 1  |
| FC Nancy                       | 1947-1948 | Division 1  |
| Stade français-Red Star        | 1948-1949 | Division 1  |
| Stade français-Red Star        | 1949-1950 | Division 1  |
| Stade français                 | 1950-1951 | Division 1  |
| CO Roubaix T                   | 1951-1952 | Division 1  |
| RC Strasbourg                  | 1952-1953 | Division 2  |
| RC Strasbourg                  | 1953-1954 | Division 1  |
| RC Strasbourg                  | 1954-1955 | Division 1  |
| Béziers                        | 1955-1956 | Division 2  |

## Palmarès
- Vainqueur de la Coupe de France en 1944 avec l'Équipe fédérale Nancy-Lorraine
- Champion de France de Division 2 en 1946 avec le FC Nancy

## Sélection
- Sélections nationales : 1 sélection, 0 but
- Premier et dernier match : France - Écosse 3-0 le 23 mai 1948